# Christentum in Eritrea
Etwa 63 % der Bevölkerung von Eritrea gehören einer christlichen Kirche an. Der größte Teil davon gehört zur Eritreisch-Orthodoxe Tewahedo-Kirche.

## Konfessionen

### Eritreisch-Orthodoxe Tewahedo-Kirche

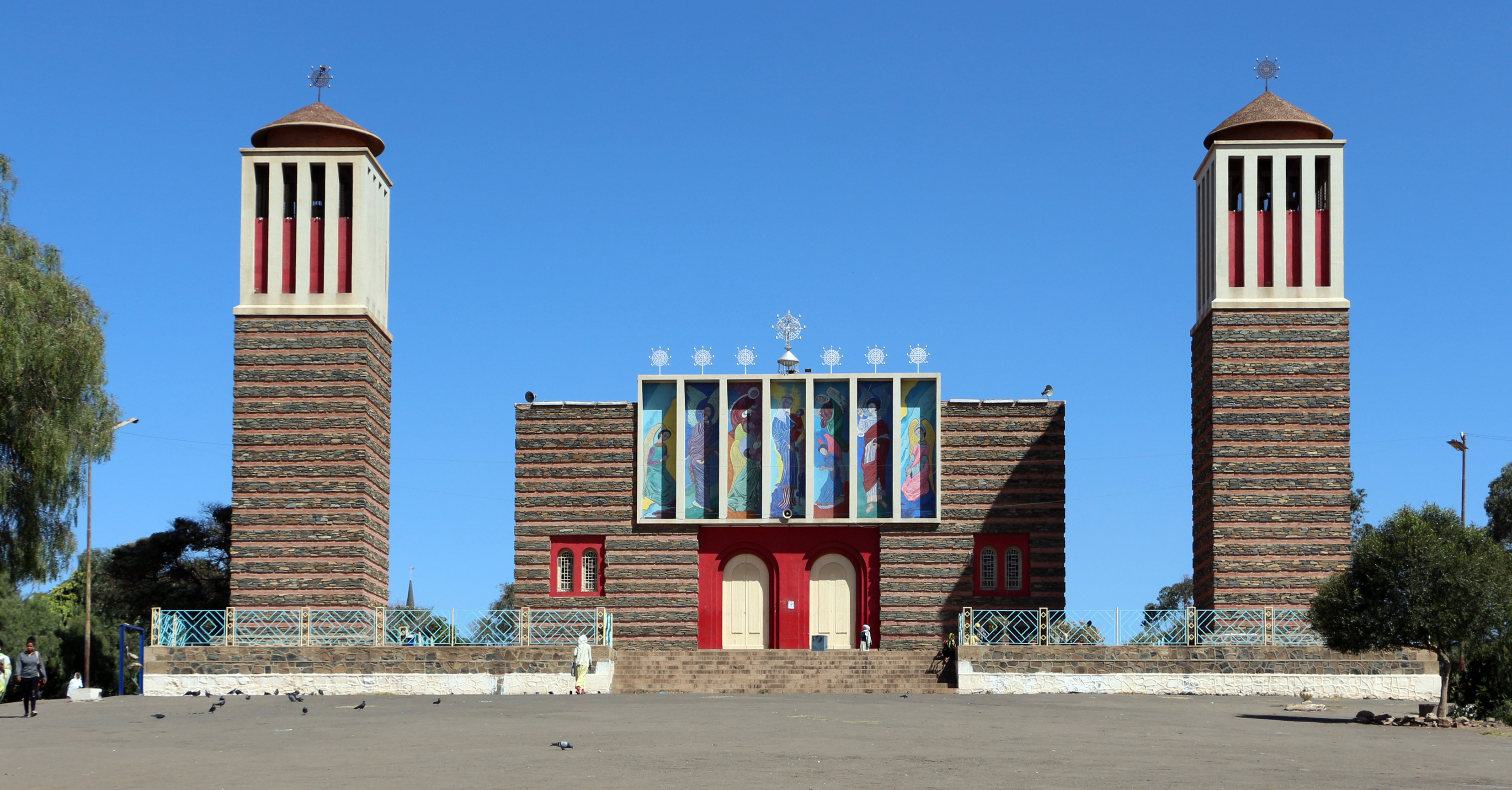
Die Nda Mariam ist die eritreisch-orthodoxe Kathedrale in der Hauptstadt Asmara

Die Eritreisch-Orthodoxe Tewahedo-Kirche, die sich – auf historischen Beziehungen zur Koptischen Kirche aufbauend – infolge der Selbständigkeit Eritreas 1993 von der Äthiopisch-Orthodoxen Tewahedo-Kirche abspaltete, hat zwei Millionen Mitglieder in Eritrea (etwa 40 % der Bevölkerung). Im Jahre 1998 ernannte der koptische Papst Schenuda III. Bischof Philippos zum ersten Patriarchen der Eritreisch-Orthodoxen Tewahedo-Kirche und entließ diese zugleich in Autokephalie, unter widerstrebender Anerkennung durch die Äthiopisch-Orthodoxe Tewahedo-Kirche.

### Römisch-katholische Kirche
Der Heilige Stuhl unterhält diplomatische Beziehungen mit Eritrea. Apostolischer Nuntius war zuletzt bis Januar 2024 der spanische Erzbischof Luís Miguel Muñoz Cárdaba.

#### Lateinische Kirche

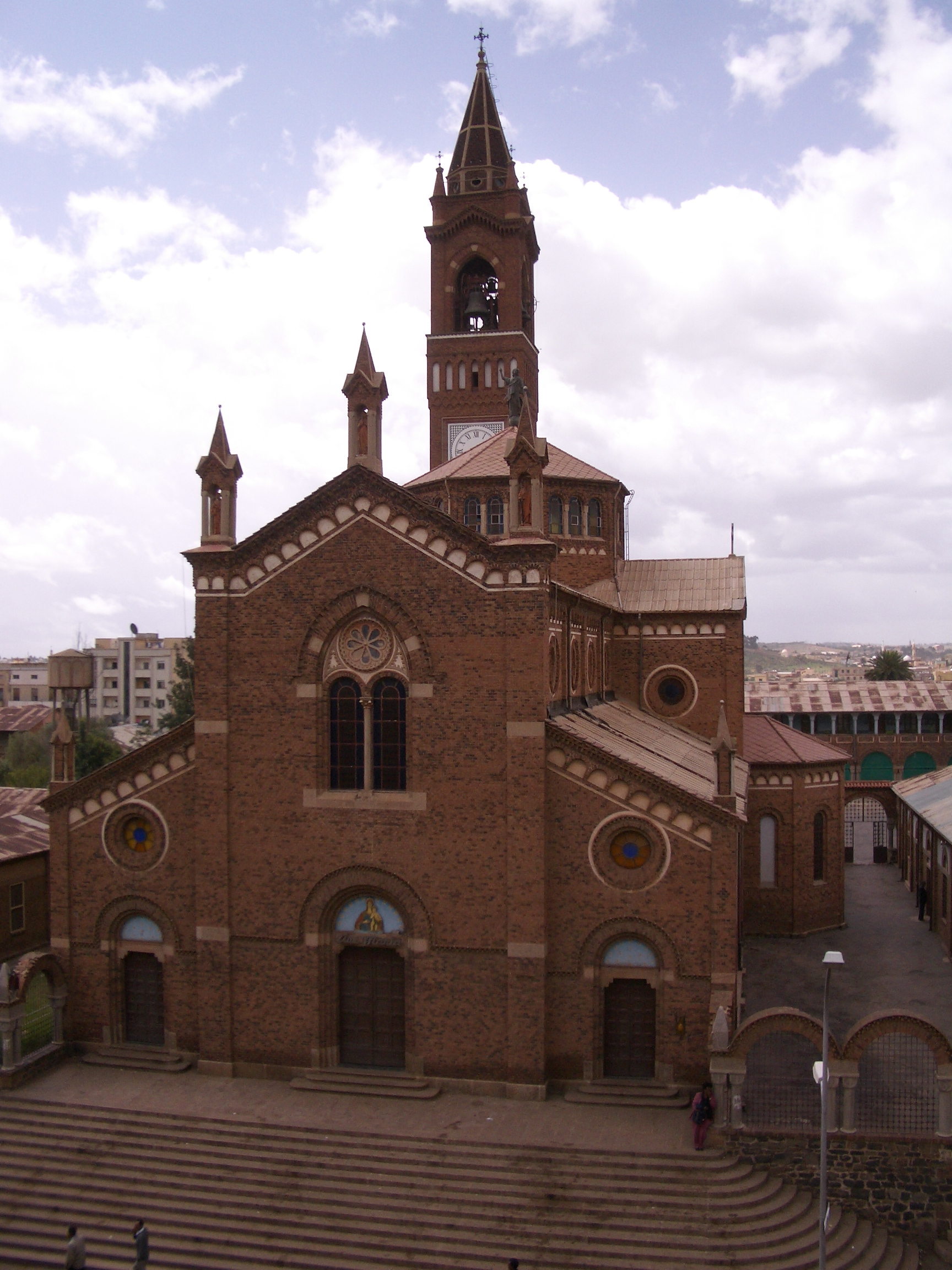
Römisch-katholische Kirche Unserer Lieben Frau vom Rosenkranz in der Hauptstadt Asmara

Das Apostolische Vikariat Asmara wurde am 21. Dezember 1995 aufgelöst und die lateinischen Gläubigen der Hierarchie der Äthiopisch-katholischen Kirche unterstellt. Heute unterstehen die lateinischen Gläubigen der Eritreisch-Katholischen Kirche.

#### Eritreisch-Katholische Kirche

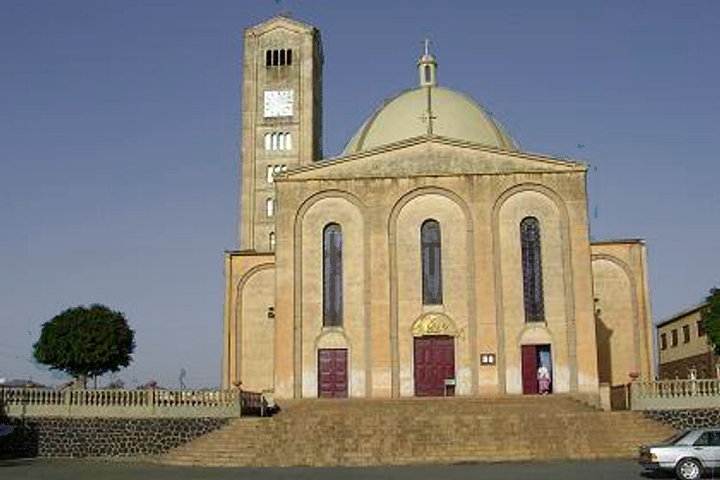
Kidane-Mehret-Kathedrale der Erzeparchie Asmara der Eritreisch-Katholischen Kirche

Die Eritreisch-Katholische Kirche (Kirche eigenen Rechts der Römisch-katholischen Kirche) wurde 2015 gegründet. Der Kirche gehörten im Jahre 2017 167.722 Mitglieder an, circa 3,3 % der Bevölkerung Eritreas.
Zur Eritreisch-Katholischen Kirche gehören eine Kirchenprovinz mit vier Eparchien im äthiopischen Ritus:
- Kirchenprovinz Eritrea
  - Erzeparchie Asmara (Metropolitansitz)
    - Eparchie Keren
    - Eparchie Barentu
    - Eparchie Segheneity

### Evangelische Kirchen
Seit 2002 sind auch die lutherische Kirche (Evangelisch-Lutherische Kirche in Eritrea) im Land offiziell vertreten. Es gibt 91.232 Protestanten in Eritrea (etwa 2 % der Bevölkerung). Die Kale-Heywat-Kirche von Eritrea ist eine kleinere Kirche.

## Verfolgung
Die Kirche der Siebenten-Tags-Adventisten ist in Eritrea verboten.
Das Außenministerium der Vereinigten Staaten äußerte in seinem Bericht zur Religionsfreiheit 2006, dass Eritrea ein Land besonderer Sorge sei. Es gebe Repression gegen Christen, die ihre Religion außerhalb der anerkannten Kirchen ausüben: Sie wurden für Jahre ins Gefängnis geschickt, es gebe Folter. Nach Angaben der Organisation Open Doors ist das Ausmaß der Diskriminierung und Verfolgung von Christen in Eritrea besonders hoch.